# ترچکوف گریچ
ترچکوف گریچ (اسلوونیایی: Trčkov Grič) یک منطقهٔ مسکونی در اسلوونی است که در Vrhnika Municipality واقع شده‌است.

## خصوصیات
ترچکوف گریچ ۱٫۲۲ کیلومترمربع مساحت دارد ۴۶۳٫۷ متر بالاتر از سطح دریا واقع شده‌است.